# Ängelholms lergöksorkester
Ängelholms lergöksorkester är en ensemble från Ängelholm, som spelar på lergökar och är den enda orkestern av sitt slag i Sverige. År 1966 grundades Skol- och lergöksorkestern av den dåvarande musikdirektörn Hugo Olsson. År 1992 delades Skol- och lergöksorkestern, vilket resulterade i två nya orkestrar: Ängelholms lergöksorkester, som leddes av Gull-Britt Rebbelstam, samt Engelholm Marching Band, som grundades 1992 av Ingolf Christoffersen och Magnus Fransson. Ängelholms lergöksorkester består av barn i åldrarna runt 5–12 år. Rebbelstam ledde Ängelholms lergöksorkester mellan 1994–2010 innan Anette Hall tog över 2010. Under juli 2019 hade Ängelholms lergöksorkester sin sista spelningen för säsongen, tillsammans med Hall, innan orkesterns repetitioner upphörde under 2020.
Ängelholm är historiskt sett krukmakarnas, eller som det kallades "pottemakarnas", stad; redan under 1600-talet fanns det krukmakare där. Ängelholm hade då i förhållande till sin folkmängd flest krukmakare av alla de skånska krukmakarstäderna. I staden har man troligen tillverkat lergökar sedan 1800-talets mitt. Lergökar var leksaker till barnen och man köpte gärna med sig en hem när man varit på marknad. Ängelholmslergöken är oglaserad, har dekor av vitlera och en upprullad snok.

## Uppträdanden
- 2007 var Ängelholms lergöksorkester med i Bobster i Barnkanalen[1] och samma år uppträdde de under Allsång på Skansen.[12]
- 2010 medverkade Ängelholms lergöksorkester under Talang.[13]

## Galleri

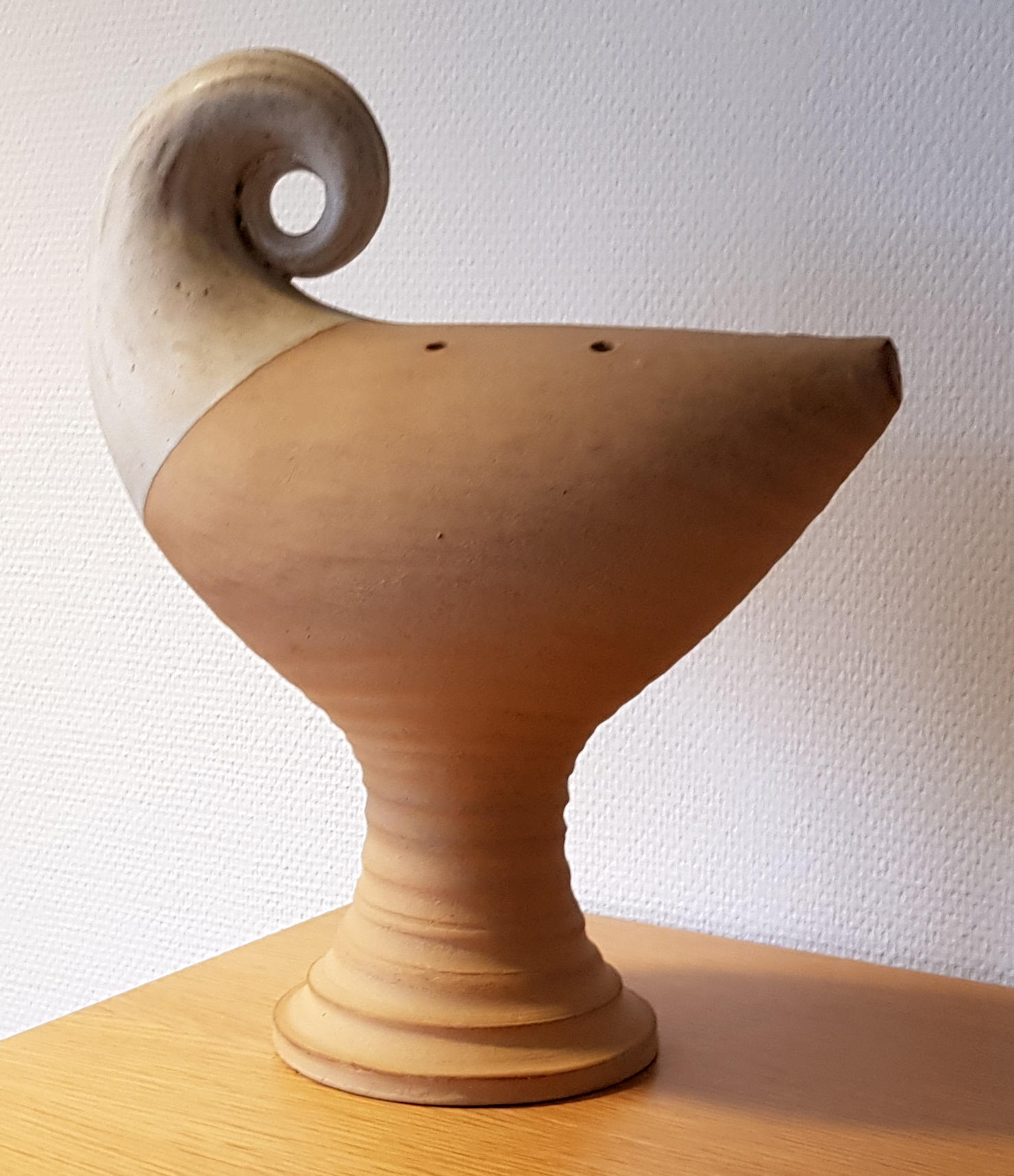
Ängelholmslergöken.